# Неофициальная биография Летающего Лиса (фильм, 1980)
«Неофициальная биография Летающего Лиса» (кит. 飛狐外傳), также известный как «Легенда о Ли́се» (англ. Legend of the Fox) — гонконгский художественный фильм 1980 года, снятый режиссёром и сценаристом Чжан Чэ. Экранизация романа Цзинь Юна.

## Сюжет
Ху Фэй — сын знаменитого меченосца Ху Идао. Как его мать, так и отец погибают вскоре после его рождения. Став взрослым, Фэй унаёт правду от своего дяди Пин Сы о том, кто виновен в смерти родителей. Парень осознаёт, что есть два причастных к этому меченосца, и что он должен столкнуться с ними, чтобы получить от них ответы. Приключения Ху Фэя приводят его на территорию клана ядовитых, где знакомится с девушкой Чэн Линсу, оказывающейся специалистом по различным видам ядов и противоядиям, и вынужден ладить с её дядей и его учениками, членами клана. Линсу становится союзником Фэя.

## В ролях
Главные
- Чинь Сиухоу[англ.] — Ху Фэй[кит.]
- Цзян Шэн[англ.] — Тянь Гуйнун
- Чхо Сёнвань — Нань Лань
- Филип Куок[англ.] — Мяо Жэньфэн[кит.]
- Лу Фэн — Ху Идао[кит.]
- Хелен Пхунь[кит.] — жена Ху Идао
- Вон Маньи[кит.] — Чэн Линсу
- Вон Лик — Ши Ваньчэнь

Второстепенные
- Юй Тайпин — Янь Цзи
- Лай Яухин — Пин Сы
- Сиу Юк — Шан Баочжэнь
- Лам Читхай — ученик школы Тяньлун
- Лау Фонсай — Лю Хэчжэнь
- Тони Тхам — Цзян Тешань
- Чау Маклэй — Мужун Цзинъюэ
- Лён Чихун — Сюэ Цюэ

## Кассовые сборы
На большие экраны Гонконга фильм вышел 15 ноября 1980 года. За одиннадцать дней кинотеатрального проката кинолента заработала 1 790 217 HK$.

## Реакция
Авторы The Encyclopedia of Martial Arts Movies пишут, что «сюжет довольно запутан, особенно при использовании флешбеков внутри флешбеков, но он интересный, и боевые искусства хороши». Рецензент с cityonfire.com критикует картину за исполнение ролей актёрами (в частности, почему Цзян Шэн играет главного злодея, а Лу Фэн — «хорошего» парня), выражает недовольство боевыми сценами, указывая на их небольшое количество и плохое сочетание акробатического стиля «ядовитых» и меча. Критик Борис Хохлов, представляющий сайт HKCinema.ru, видит чёткое разделение фильма на два, первый из которых кинокритик объявляет «серьёзным» боевиком «от ядовитых», а второй называет «замечательной уся-сказкой», и оба, с его точки зрения, «приятно дополняют друг друга».